# Rayoni Head
Christine Rayoni Head (* 18. Februar 1976 in Hillingdon, Greater London, Vereinigtes Königreich, verheiratete Rayoni Nelson) ist eine australische Badmintonspielerin. 

## Karriere
Rayoni Head nahm 2000 an Olympia teil und wurde sowohl im Einzel als auch im Doppel 17. Bei der Ozeanienmeisterschaft 1999 gewann sie Silber im Dameneinzel, 2002 Bronze.

## Sportliche Erfolge
| Saison | Veranstaltung          | Disziplin   | Platz | Name                            |
| ------ | ---------------------- | ----------- | ----- | ------------------------------- |
| 1998   | Auckland International | Dameneinzel | 3     | Ryaoni Head                     |
| 1999   | Fiji International     | Dameneinzel | 1     | Ryaoni Head                     |
| 1999   | Waikato International  | Dameneinzel | 2     | Ryaoni Head                     |
| 1999   | Ozeanienmeisterschaft  | Dameneinzel | 2     | Rayoni Head                     |
| 1999   | Auckland International | Damendoppel | 3     | Rayoni Head / Kate Wilson-Smith |
| 2000   | Olympia                | Damendoppel | 17    | Rayoni Head / Kellie Lucas      |
| 2000   | Olympia                | Dameneinzel | 17    | Rayoni Head                     |
| 2000   | Auckland International | Dameneinzel | 3     | Rayoni Head                     |
| 2000   | Auckland International | Damendoppel | 2     | Rayoni Head / Kate Wilson-Smith |
| 2001   | Auckland International | Dameneinzel | 3     | Rayoni Head                     |
| 2002   | Ozeanienmeisterschaft  | Dameneinzel | 3     | Rayoni Head                     |